# Bing Crosby’s Treasury – The Songs I Love (album 1968)
Bing Crosby’s Treasury – The Songs I Love – studyjny album piosenkarza Binga Crosby'ego nagrany i wydany w 1968 roku przez The Longines Symphonette. To sześciopłytowy zestaw płyt LP zawierający sześćdziesiąt utworów wybranych przez Binga Crosby'ego, z których trzydzieści sześć nagrał, a pozostałe utwory były grane przez samą orkiestrę. Podobny album został wydany dwa lata wcześniej w 1966 roku i nosił tę samą nazwę – Bing Crosby’s Treasury – The Songs I Love. Zawierał osiemdziesiąt cztery utwory, w tym dwanaście utworów śpiewanych przez Crosby'ego.

## Lista utworów
Wszystkie utwory wykonywane przez orkiestrę, z wyjątkiem tych oznaczonych jako „(Bing Crosby)”.

### LWS 343 - strona pierwsza
1. "That Old Gang of Mine" (Bing Crosby)
2. "Ac-Cent-Tchu-Ate the Positive"
3. "Marie" (Bing Crosby)
4. "Cheek to Cheek"
5. "One for My Baby" (Bing Crosby)

### LWS 343 - strona druga
1. "River, Stay 'Way from My Door" (Bing Crosby)
2. "Joobalai"
3. "What'll I Do" (Bing Crosby)
4. "After You've Gone" / "San Fernando Valley"
5. "When My Sugar Walks Down the Street" (Bing Crosby)

### LWS 344 - strona pierwsza
1. "Ballin' the Jack" (Bing Crosby)
2. "Blue Skies" / "Red Sails in the Sunset"
3. "Ole Buttermilk Sky" (Bing Crosby)
4. "Riders in the Sky"
5. "The Song Is Ended" (Bing Crosby)

### LWS 344 - strona druga
1. "I've Heard That Song Before" (Bing Crosby)
2. "Mister Meadowlark"
3. "Remember" (Bing Crosby)
4. "I Love My Baby" / "Mr. Sandman"
5. "I'll Take Romance" (Bing Crosby)

### LWS 345 - strona pierwsza
1. "Puttin' On the Ritz" (Bing Crosby)
2. "Sophisticated Lady"
3. "Always" (Bing Crosby)
4. "You're Mine, You" / "Gimme A Little Kiss (Will Ya, Huh?)"
5. "Thank You for a Lovely Evening" (Bing Crosby)

### LWS 345 - strona druga
1. "Love Makes the World Go 'Round" (Bing Crosby)
2. "These Foolish Things"
3. "All Alone" (Bing Crosby)
4. "Ain't Misbehavin'" / "Nobody's Sweetheart"
5. "Coquette" (Bing Crosby)

### LWS 346 - strona pierwsza
1. "Sentimental Gentleman from Georgia" (Bing Crosby)
2. "Dear Hearts and Gentle People"
3. "Lonesome and Sorry" (Bing Crosby)
4. "Maybe" / "So Rare"
5. "There's Danger in Your Eyes, Cherie" (Bing Crosby)

### LWS 346 - strona druga
1. "Say It Isn't So" (Bing Crosby)
2. "(There'll Be Bluebirds Over) The White Cliffs of Dover" / "Drifting and Dreaming"
3. "Tenderly" (Bing Crosby)
4. "The Peanut Vendor"
5. "South of the Border" (Bing Crosby)

### LWS 347 - strona pierwsza
1. "Say Si Si" (Bing Crosby)
2. "Honeymoon" / "The Anniversary Waltz"
3. "Friendly Persuasion" (Bing Crosby)
4. "Imagination"
5. "Amapola" (Bing Crosby)

### LWS 347 - strona druga
1. "I Hear Music (Bing Crosby)
2. "Just an Echo in the Valley" / "Cecilia"
3. "In the Chapel in the Moonlight" (Bing Crosby)
4. "A Nightingale Sang in Berkeley Square"
5. "Stormy Weather" (Bing Crosby)

### LWS 348 - strona pierwsza
1. "How Come You Do Me Like You Do?" (Bing Crosby)
2. "I'm Confessin' (That I Love You)" / "If I Had You"
3. "My Prayer" (Bing Crosby)
4. "Yours"
5. "Rock-a-Bye Your Baby with a Dixie Melody" (Bing Crosby)

### LWS 348 - strona druga
1. "Dance with a Dolly" (Bing Crosby)
2. "Russian Lullaby" / "One Morning in May"
3. "Isn't This a Lovely Day?" (Bing Crosby)
4. "Steppin' Out with My Baby"
5. "The Breeze and I" (Bing Crosby)